# Ophiochiton fastigatus
Ophiochiton fastigatus is een slangster uit de familie Ophiochitonidae. De wetenschappelijke naam van de soort werd in 1878 gepubliceerd door Theodore Lyman.

## Synoniemen
- Ophiochiton carinatus Lütken & Mortensen, 1899[2]
- Ophiochiton solutum Koehler, 1906